# 外道
外道（げどう、サンスクリット: tīrthika、パーリ語: titthiya）とは、仏教用語で、悟りを得る内道（ないどう）に対する言葉である。経典によっては「異道・邪道」などとも呼ばれる。
転じて、一般に道に外れた人全般も意味する。
インドにおける本来の意味は渡し場・沐浴場・霊場を作る人のことで、一派の教祖を意味する。外道という漢訳語の原語にあたる言葉としては、他の教えを語る者（parapravādin）と、他の宗派の僧・教祖（anyatīrthya）がある。
中国や日本においては元来、外道とは、仏教以外の教え、またそれを信奉する人びとを総称した呼称である。もともとインドに仏教が興った紀元前5〜6世紀ごろマガダ国に存在した、ヴェーダの思想から外れた自由思想家たちの中でも極端なものや異教の思想を指して言った。それらをもう少し特定する形で仏教用語では六師外道とも呼ぶ。
仏典では96種（または95種）の外道があるとされる。『薩婆多論』によると六師外道のそれぞれが15種類の異なる弟子の法を出し、師の説と合わせて16種類になるため、6×16で96種類になるというが、『法華文句記』はこの説に反対している。
上記の用法から転じて、正論者から見て異論邪説を唱える人たちのことを貶めてこう呼ぶようになった。これがまた転じて日常用語となり、人の中でも特に卑劣な者、人の道や道徳から外れた者などを罵るために使う言葉になった。